# لورنزو بوسيسيو
لورنزو بوسيسيو (بالإيطالية: Lorenzo Bosisio)‏ مواليد 24 سبتمبر 1944 في مارميرولو، إيطاليا، هو دراج إيطالي سابق. سبق أن شارك في دورة الألعاب الأولمبية الصيفية وفاز بميدالية أولمبية.

## الميداليات
| الميدالية | المسابقة                       |
| --------- | ------------------------------ |
| برونزية   | الألعاب الأولمبية الصيفية 1968 |

## روابط خارجية
- لورنزو بوسيسيو على موقع أرشيف الدراجات (الإنجليزية)
- لورنزو بوسيسيو على موقع إحصائيات الدراجات الإحترافية (الإنجليزية)
- لورنزو بوسيسيو على موقع CycleBase (الإنجليزية)
- لورنزو بوسيسيو على موقع أوليمبيديا (الإنجليزية)
- لورنزو بوسيسيو على موقع اللجنة الأولمبية الإيطالية (الإيطالية)